# دانشگاه مرکزی ونزوئلا
دانشگاه مرکزی ونزوئلا (به اسپانیایی: Universidad Central de Venezuela) همچنین مشهور به «دانشگاه کاراکاس» مهمترین دانشگاه دولتی در کشور ونزوئلا است. این دانشگاه اولین دانشگاه ونزوئلا و یکی از اولین دانشگاه‌های آمریکای جنوبی شناخته می‌شود. 
محوطه و پردیس دانشگاه مرکزی ونزوئلا توسط کارلوس رائول ویلانوئوا، معمار مشهور ونزوئلایی طراحی و ساخته شد. در سال ۲۰۰۰ میلادی، محوطه و پردیس دانشگاه مرکزی ونزوئلا به عنوان «میراث جهانی یونسکو» به ثبت جهانی رسید.
محوطه و پردیس این دانشگاه از نمونه‌های برجسته هنر معماری مدرن به شمار می‌رود.

## رنکینگ
در رتبه‌بندی دانشگاه‌های جهان QS در سال ۲۰۲۰ دانشگاه مرکزی ونزوئلا در رده ۷۵۰-۷۰۱ دنیا و اول ونزوئلا قرار گرفته‌ است.

## نگارخانه

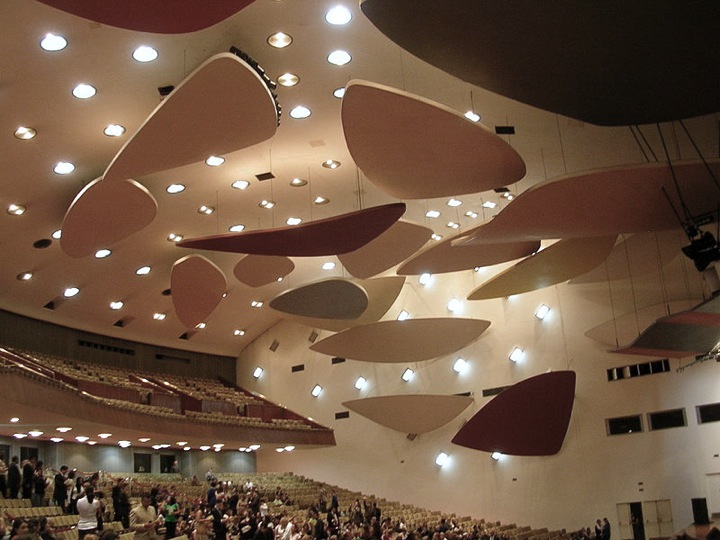
ابرها، سالن آمفی تئاتر دانشگاه مرکزی ونزوئلا. اثر الکساندر کاردل.
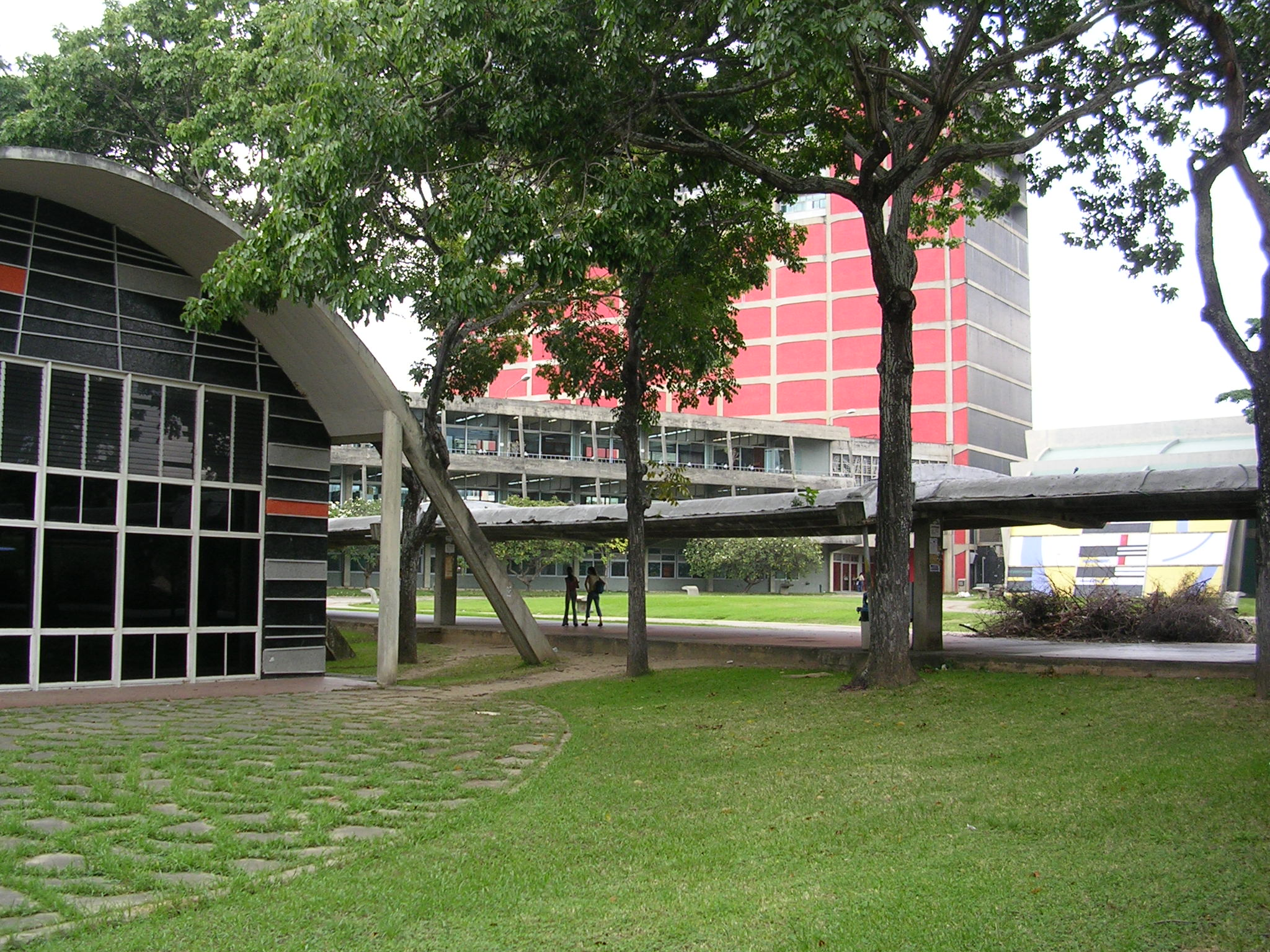
دانشکده مهندسی دانشگاه مرکزی ونزوئلا.
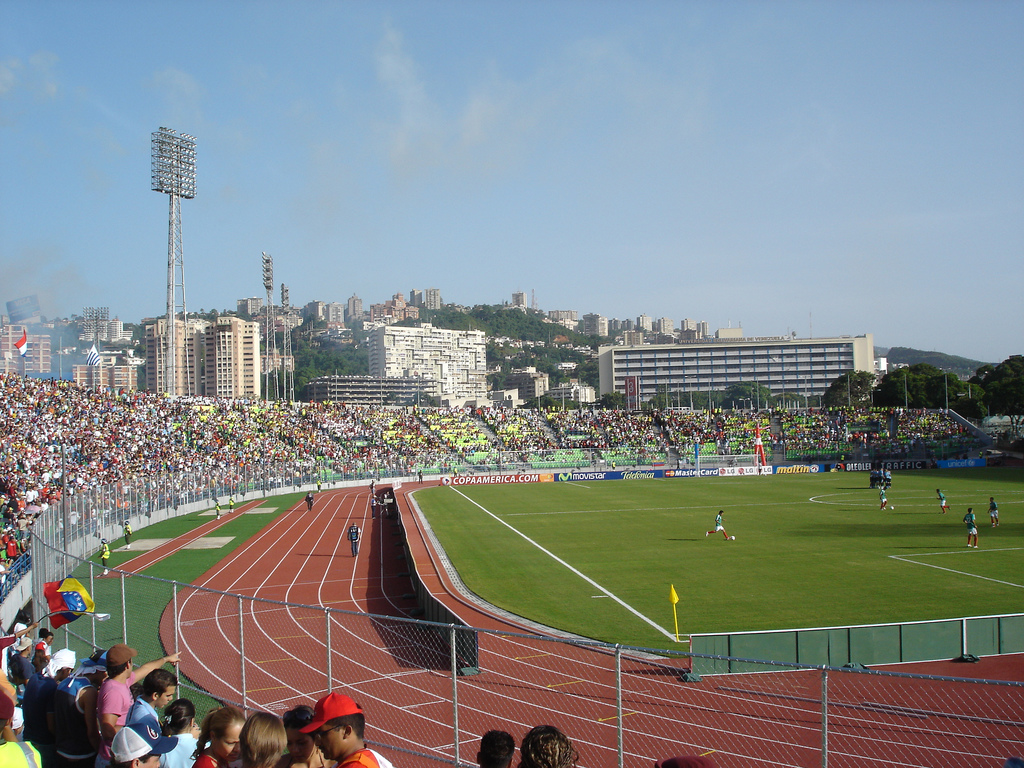
استادیوم المپیک دانشگاه مرکزی ونزوئلا.